# Comune di Odense
Il comune di Odense è un comune della Danimarca situato sull'isola di Fionia nella regione della Danimarca Meridionale (Syddanmark).
Capoluogo e sede amministrativa è la città omonima.
Il comune è stato costituito nel 1970 ed è rimasto invariato in seguito alla riforma amministrativa del 1º gennaio 2007 passando solo dalla soppressa Contea di Fionia alla regione della Danimarca Meridionale.

## Centri abitati
I centri abitati principali del comune sono:
- Odense (183 763)
- Bellinge (5 881)
- Sankt Klemens (3 065)
- Fraugde (1 991)
- Næsbyhoved-Broby (1 537)